# Jagdstaffel 6
La Königlich Preußische Jagdstaffel Nr 6 ou Jagdstaffel 6 (terme abrégé en Jasta 6) est une escadrille de la Luftstreitkräfte, la branche aérienne de l'Armée impériale allemande pendant la Première Guerre mondiale. Jasta est un acronyme formé par l'abréviation du mot allemand Jagdstaffel (escadrille de chasse). L'unité totalise 196 victoires aériennes confirmées pendant la guerre, au prix de 10 tués et 9 blessés au combat, 2 tués et 4 blessés dans des accidents et 3 prisonniers.
La Jasta 6 fait partie de la Jagdgeschwader I (« escadre de chasse I »), une grande unité placée sous les ordres de Manfred von Richthofen. Surnommée le « cirque volant », cette escadre est extrêmement mobile dans la dernière année de la guerre, et se déplace sur tous les points particulièrement actifs du front de l'Ouest.

## Histoire
La Jasta 6 est mise sur pied le 25 août 1916 à Sivry-sur-Meuse, en reprenant le personnel de la Fokkerstaffel Sivry (« escadrille de Fokker Sivry »). Elle n'est alors équipée que de huit Fokker E.IV obsolètes. Ces derniers sont remplacés par des Albatros D.I lorsque l'escadrille est déplacée à Ugny-sur-Meuse le 29 septembre. La Jasta 6 opère alors sous le commandement du Leutnant Josef Wulff dans le secteur de la 2e armée. Elle reste dans cette zone jusqu'en juin 1917, lorsqu'elle est déplacée à Bissegem, près de Courtrai.

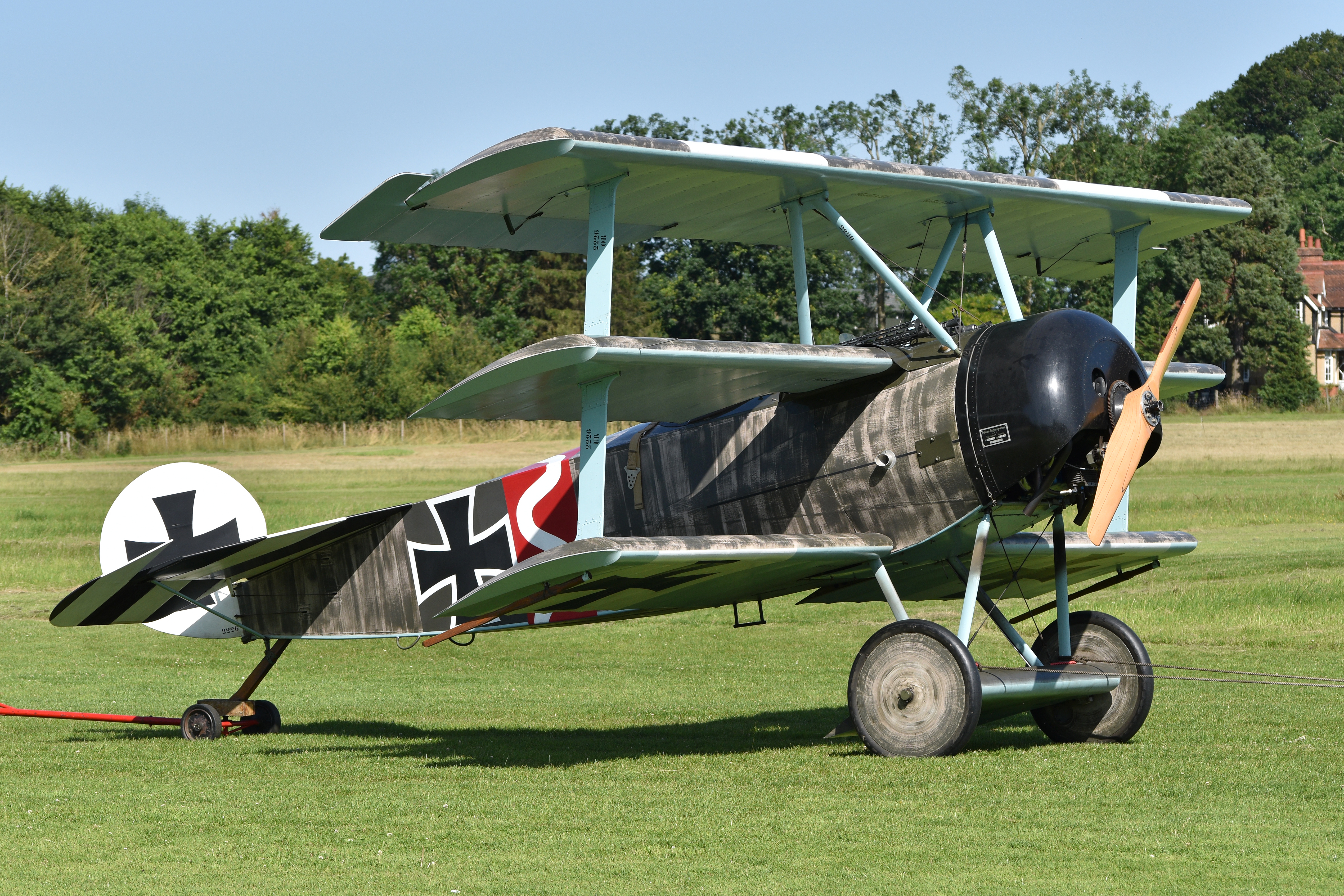
Réplique de Fokker Dr.I peinte pour représenter l'appareil piloté par Ludwig Beckmann, pilote de la 6 pendant l'hiver 1917/1918.

La Jasta 6 est déplacée à l'aérodrome de Markebeke le 2 juillet 1917 pour être intégrée à la Jagdgeschwader I de Manfred von Richthofen, comprenant également les Jastas 4, 10 et 11. Le commandement de la Jasta 6 est instable à partir de son intégration dans l'escadre de von Richthofen, puisque entre août 1917 et août 1918, deux commandants sont tués au combat, un autre est fait prisonnier, un autre est tué dans un accident, et un autre est blessé au combat.
Cependant, en tant qu'unité du « cirque volant » de la Jagdgeschwader I, la Jasta 6 est transférée continuellement sur les points chauds du front, particulièrement pendant le printemps et l'été 1918, marqué par des offensives allemandes importantes. L'escadrille ne peut toutefois pas rester opérationnelle jusqu'à la fin de la guerre : au cours des derniers mois, elle est régulièrement clouée au sol par manque de lubrifiant moteur pour les Fokker E.V dont elle est équipée. Basée à Tellancourt dans la dernière semaine de la guerre, la Jasta 6 est rapatriée à Aschaffenbourg, en Bavière, le 10 novembre 1918. Ses pilotes sont démobilisés six jours plus tard, à Darmstadt.

## Liste des commandants (Staffelführer)
1. Leutnant Josef Wulff : 28 août 1916 - 1er mai 1917
2. Leutnant Fritz Otto Bernert : 1er mai 1917 - 9 juin 1917
3. Oberleutnant Eduard von Dostler (en) (tué au combat) : 24 juin 1917 - 21 août 1917
4. Leutnant der Reserve Hans von Adam (en) (tué au combat) : 22 août 1917 - 15 novembre 1917
5. Oberleutnant Wilhelm Reinhard : 16 novembre 1917 - 22 avril 1918
6. Leutnant der Reserve Johannes Janzen (en) (fait prisonnier) : 28 avril 1918 - 9 juin 1918
7. Leutnant der Reserve Hans Kirschstein (tué dans un accident) : 10 juin 1918 - 16 juillet 1918
8. Leutnant der Reserve Paul Wenzel (pl) (par intérim, blessé au combat) : 19 juillet 1918 - 11 août 1918
9. Leutnant der Reserve Richard Wenzl (en) (par intérim) : 11 août 1918 - 1 septembre 1918
10. Leutnant der Reserve Ulrich Neckel (en) : 1 septembre 1918 - 11 novembre 1918

## Membres célèbres
18 as de l'aviation ont volé au sein de la Jagdstaffel 6 au cours de la guerre :
- Hans Kirschstein
- Hans von Adam (en)
- Eduard von Dostler (en)
- Franz Hemer (en)
- Johannes Janzen (en)
- Richard Wenzl (en)
- Paul Wenzel (pl)
- Fritz Krebs (pl)
- Moritz-Waldemar Bretschneider-Bodemer (pl)
- Ulrich Neckel (en)
- Wilhelm Reinhard
- Kurt Küppers (en)
- Karl Deilmann (en)
- Fritz Otto Bernert
- Friedrich Mallinckrodt (en)
- Friedrich Noltenius (en)
- Otto von Breiten-Landenberg (pl)
- Fritz Loerzer (de)

### Note
1. ↑  Staffel est un terme féminin, en allemand[1].